# Lin Weining
Dans ce nom chinois, le nom de famille, Lin, précède le nom personnel.
Pour les articles homonymes, voir Lin.
Lin Weining (chinois simplifié : 刘春红 ; chinois traditionnel : 劉春紅 ; pinyin : Liú Chūnhóng), née à Changyi le 15 mars 1979, est une haltérophile chinoise qui a remporté un titre olympique dans la catégorie 69 kg à Sydney en 2000.
Après avoir commencé en 1991 par le wushu, elle se tourne vers l'haltérophilie dès 1992. Au championnat national de 1999, elle termine deuxième et première aux jeux asiatiques. C'est en 2000, après avoir enchainé une deuxième médaille d'argent au championnat chinois, qu'elle est sacrée aux jeux olympiques.